# Terremoto de Pichilemu de 2010
El terremotos de Pichilemu de 2010 fue un movimiento telúrico registrado el jueves 11 de marzo de 2010 a las 11:39 horas (hora local). Tuvo una magnitud de 6,9 en la escala de escala sismológica de magnitud de momento y solo 16 minutos después, a las 11:55 del mismo dia otro sismo de magnitud 6.7 en la escala de escala sismológica de magnitud de momento. y su epicentro se localizó al oeste de la ciudad de Pichilemu, en la O'Higgins, Chile. Si bien, en un principio se creyó fue una réplica del poderoso terremoto del 27 de febrero de 2010; sin embargo, los análisis sismológicos de los patrones de onda y las ubicaciones del hipocentro determinaron que se referían a un evento independiente, aunque es altamente probable que este evento haya sido muy influenciado por los cambios en las tensiones tectónicas generadas por el primer sismo. Mientras el terremoto con epicentro frente a Cobquecura se produjo por un encabalgamiento (thrust faulting) entre las dos placas, los eventos del 11 de marzo se produjeron como una falla normal (extensional) dentro de la placa Sudamericana.
El sismo se dejó sentir desde la región de Coquimbo hasta la región de Los Lagos, siendo la O'Higgins la más afectada, provocando alta conmoción en las regiones restantes debido a su cercanía con el terremoto de febrero ocurrido apenas 13 días antes. Se registraron 2 fallecidos, 1 en Pichilemu y 1 en la ciudad de Talca.

## Situación durante y luego del sismo

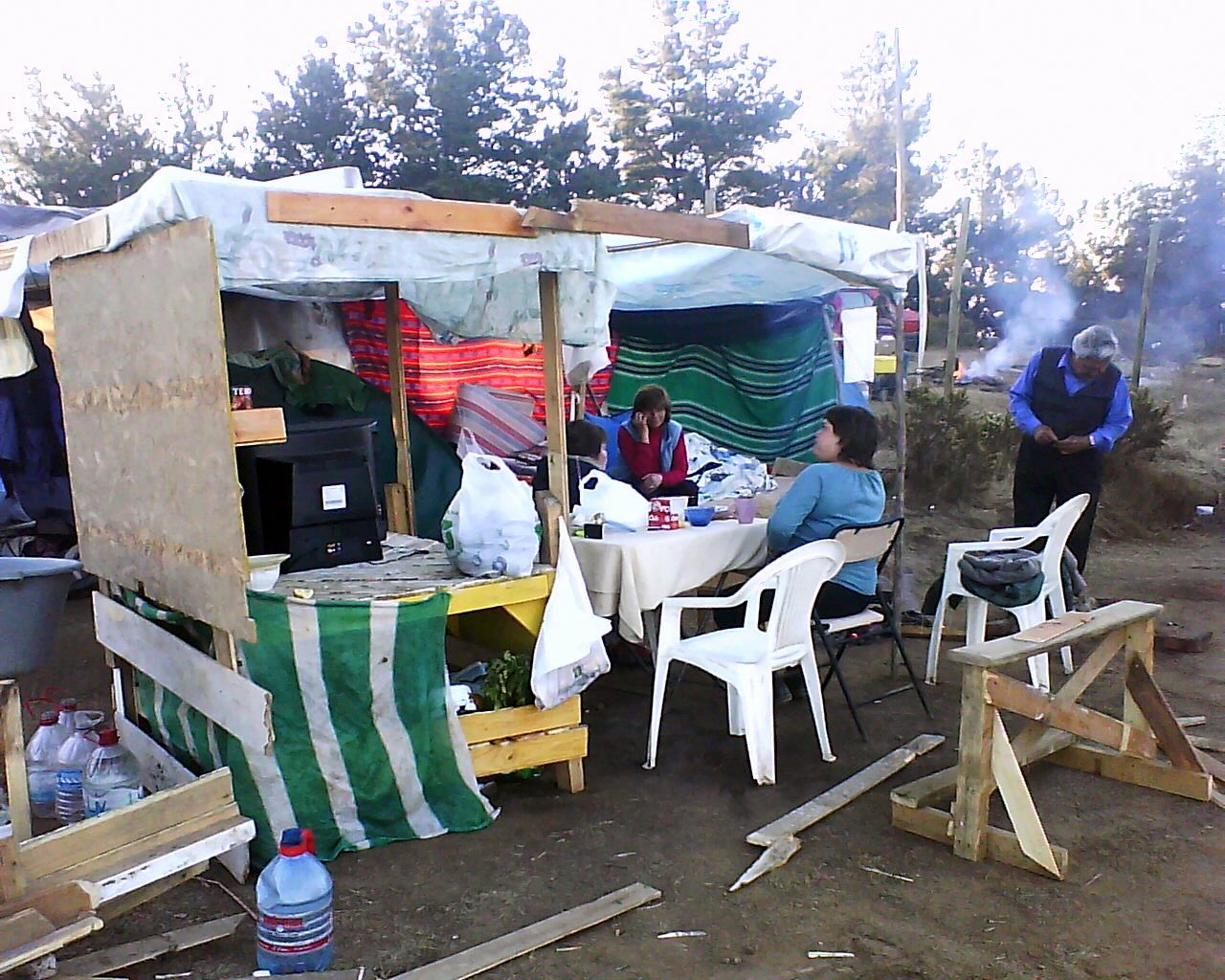
Algunos de los residentes de Pichilemu levantaron un campamento improvisado en el Cerro La Cruz, tras el terremoto

El sismo sorprendió a los asistentes al cambio de mando presidencial en el Congreso Nacional de Chile en Valparaíso, quienes se aprontaban a presenciar la ceremonia en la cual Michelle Bachelet, como Jefa de Estado saliente, haría entrega de la banda presidencial (símbolo del poder ejecutivo) a Sebastián Piñera,como Jefe de Estado entrante, el sismo principal, seguido por la réplica de 6,7 richter fueron los últimos grandes sismos dentro del gobierno de Bachelet, ya que la réplica de 5,9 richter de las 11:59 sucedió cuando Piñera ya ejercía la presidencia de la nación.
El nuevo gobierno, asumido hace minutos, decretó el “estado de catástrofe” en la región de O'Higgins, dentro de sus primeras medidas al asumir, se negó a extender el toque de queda a dicha zona al no considerarlo necesario en ese momento, tratando de mantener la calma y la tranquilidad. Dicha región quedó bajo el mando de un jefe de plaza, el general de brigada Antonio Yackcich.
En las horas siguientes al terremoto de las 11:39, se sucedieron una serie de réplicas con once movimientos sísmicos con magnitud superior a 5,0 y dos con magnitud superior a 6,0. Además, el primero de estos tres sismos generó una alerta de tsunami preventiva a todas las áreas urbanas ubicadas entre la Región de Coquimbo y la Región de Los Lagos, provocando caos e histeria en la población de ciudades como La Serena-Coquimbo, Valparaíso y Concepción, las cuales concentran la mayor cantidad de población en la zona baja costera en el tramo de la alerta.
Tras el sismo/terremoto la electricidad se vio afectada en el área mayormente afectada, lo mismo ocurrió con el agua potable; por su parte la telefonía móvil colapsó en gran parte del país, y se suspendieron las clases en los establecimientos educacionales, ya operando luego del terremoto, debido a la gran cantidad de réplicas que continuaron al evento mayor de las 11:39 horas.

## Intensidades
| Localidad       | Región                | Intensidad |
| --------------- | --------------------- | ---------- |
| Pichilemu       | O'Higgins             | VII        |
| Rancagua        | O'Higgins             | VII        |
| Gran Santiago   | Metropolitana         | VI         |
| Talca           | Maule                 | VI         |
| Chillán         | Biobío (actual Ñuble) | VI         |
| San Antonio     | Valparaíso            | V          |
| Gran Concepción | Biobío                | V          |
| Valparaíso      | Valparaíso            | IV         |
| La Ligua        | Valparaíso            | IV         |
| Temuco          | La Araucanía          | III        |
| Illapel         | Coquimbo              | III        |
| Osorno          | Los Lagos             | II         |
| La Serena       | Coquimbo              | II         |
| Coquimbo        | Coquimbo              | II         |